# Шимкайчяйское староство
Шимкайчяйское староство (лит. Šimkaičių seniūnija) — одно из 12 староств Юрбаркского района, Таурагского уезда Литвы. Административный центр — местечко Шимкайчяй.

## География
Расположено в Каршувской низменности, на западе Литвы, в северной части Юрбаркского района.
Граничит с Велюонским староством на юго-востоке, Скирснемунским и Раудонским — на юге, Гирджяйским и Эржвилкским — на западе, Гиркальнским староством Расейняйского района — на востоке, а также Видуклеским, Палепяйским и Калнуяйским староствами Расейняйского района — на севере.

## Население
Шимкайчяйское староство включает в себя местечки Шимкайчяй и Ваджгирис, а также 50 деревень.